# La Mudarra
La Mudarra es un municipio de la provincia de Valladolid (Castilla y León, España). Localizado en la comarca de los Montes Torozos.
En su término municipal se encuentra el CIBA, dependiente del departamento de Física de la Universidad de Valladolid.
Las principales actividades económicas del municipio son la agricultura y la silvicultura.
En su término municipal nace el río Hornija, que desemboca en el Duero en San Román de Hornija en el límite de la provincia de Valladolid con la de Zamora.
Sus fiestas son el 13 de junio y su patrón es San Antonio de Padua.

## Geografía
Se encuentra a 27 kilómetros al noroeste de la capital vallisoletana por la carretera N-601. Forma parte de la comarca de Montes Torozos, que en su término municipal van dando paso suavemente a la Tierra de Campos. El pueblo está a una altitud de 842 metros sobre el nivel del mar y es donde nace el río Hornija, afluente del Duero, concretamente en la Fuente de Porras. Tiene un relieve bastante llano, tan sólo modificado por las erosiones de los ríos y arroyos. 
| Noroeste: Medina de Rioseco   | Norte: Valdenebro de los Valles | Noreste: Valladolid (exclave)        |
| Oeste: Castromonte            |                                 | Este: Valladolid (exclave)           |
| Suroeste: Peñaflor de Hornija | Sur: Peñaflor de Hornija        | Sureste: Medina de Rioseco (exclave) |

### Subestación eléctrica
En La Mudarra se encuentra una subestación eléctrica, propiedad de Red Eléctrica de España, que distribuye electricidad a todo el noroeste español. A través de esta subestación eléctrica de transporte se evacua la energía excedente que se ha generado en otras centrales eléctricas del noroeste español (Galicia, Asturias y León) y cuyo destino principal es abastecer la demanda eléctrica de Madrid (llega a cubrir un 40% de la demanda madrileña).

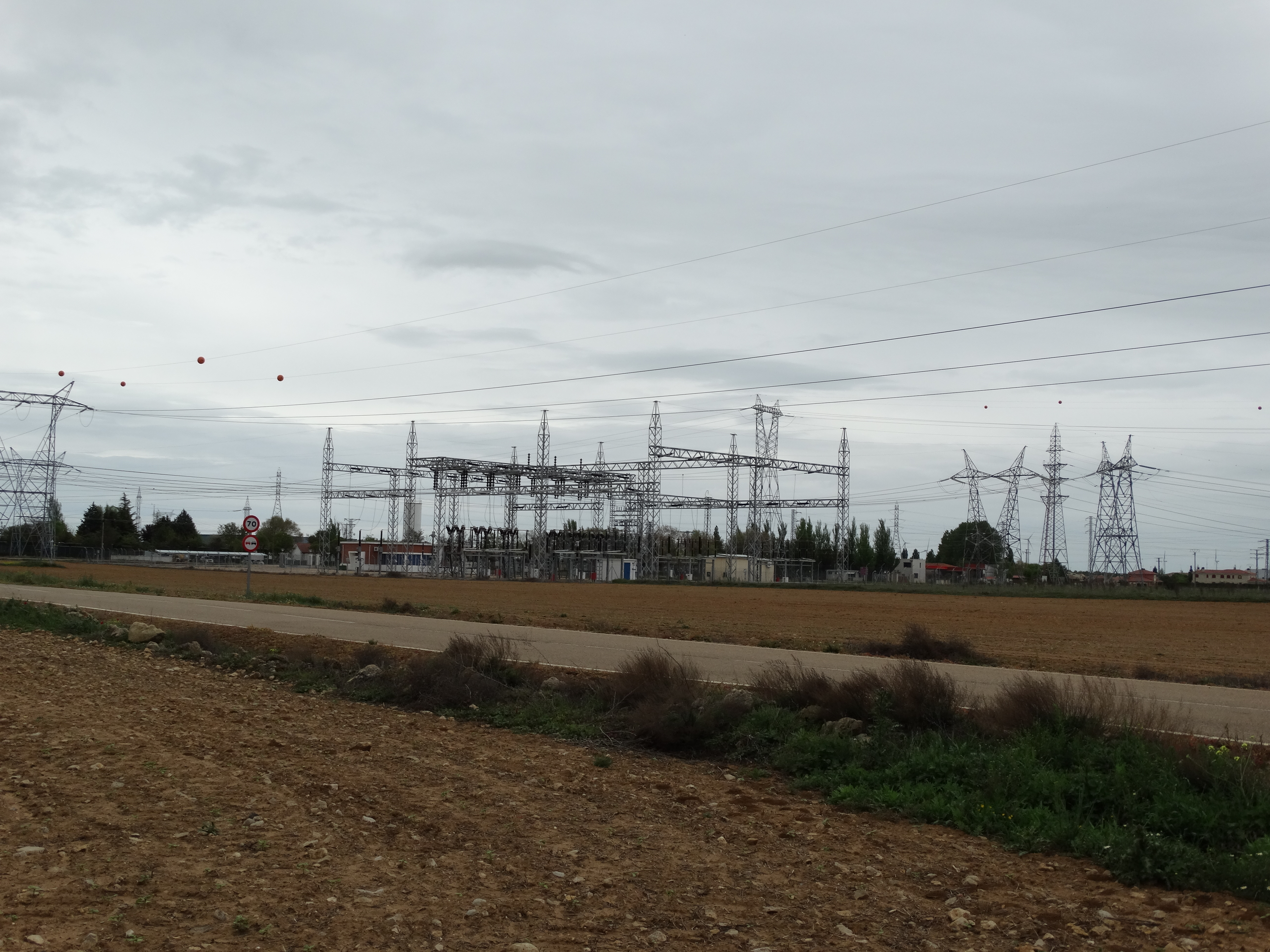
Vista general
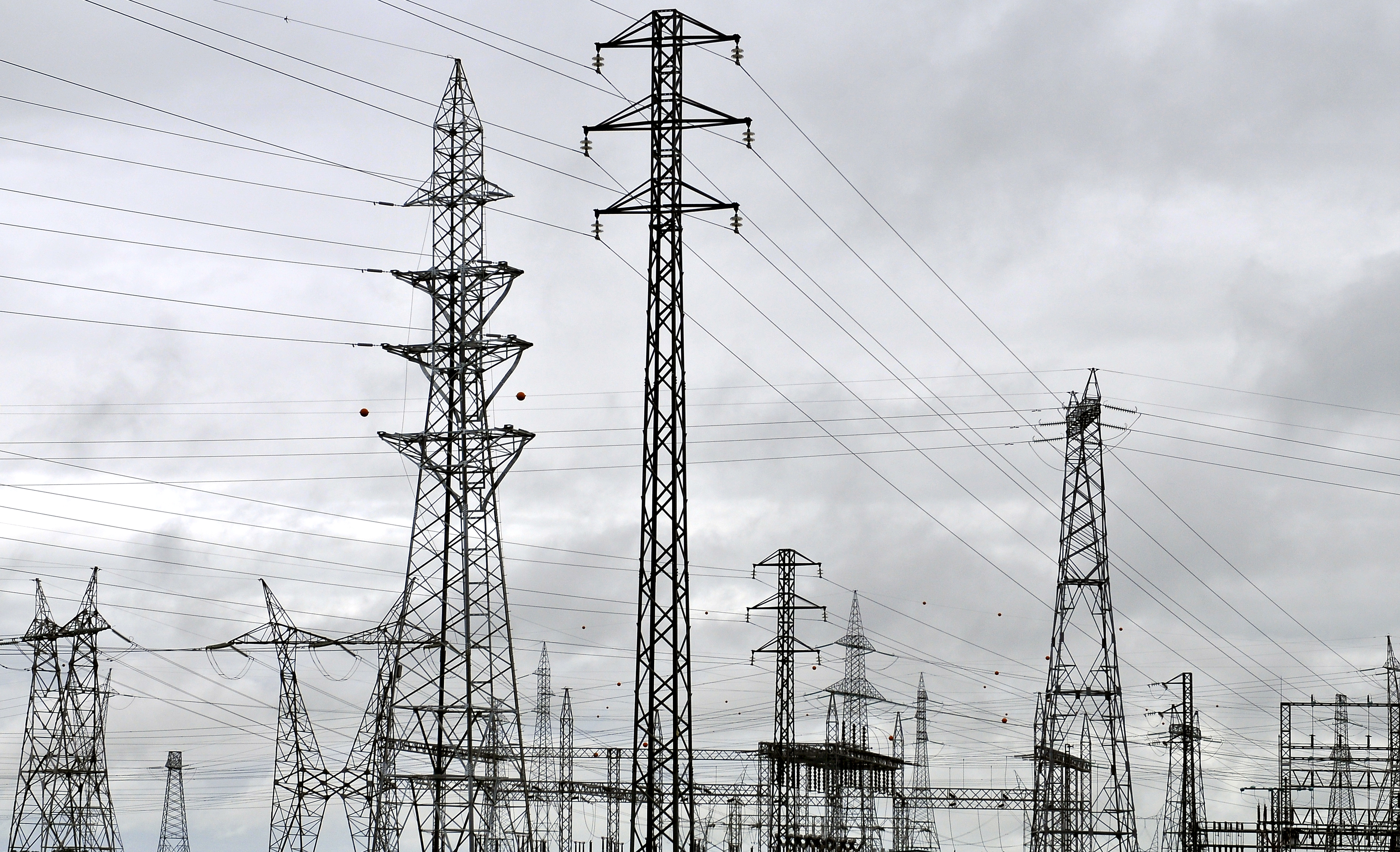
Vista parcial
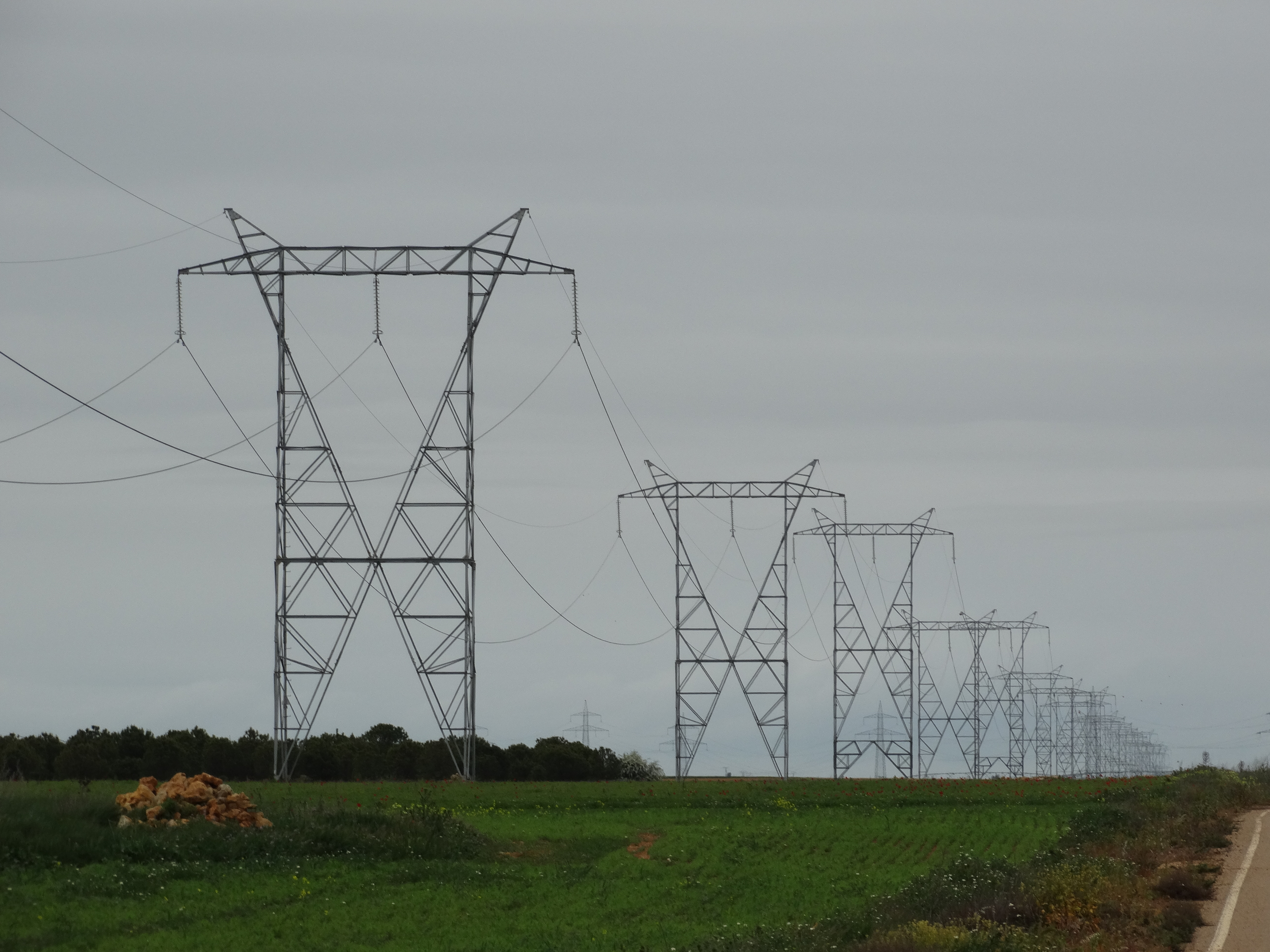
Tendido eléctrico
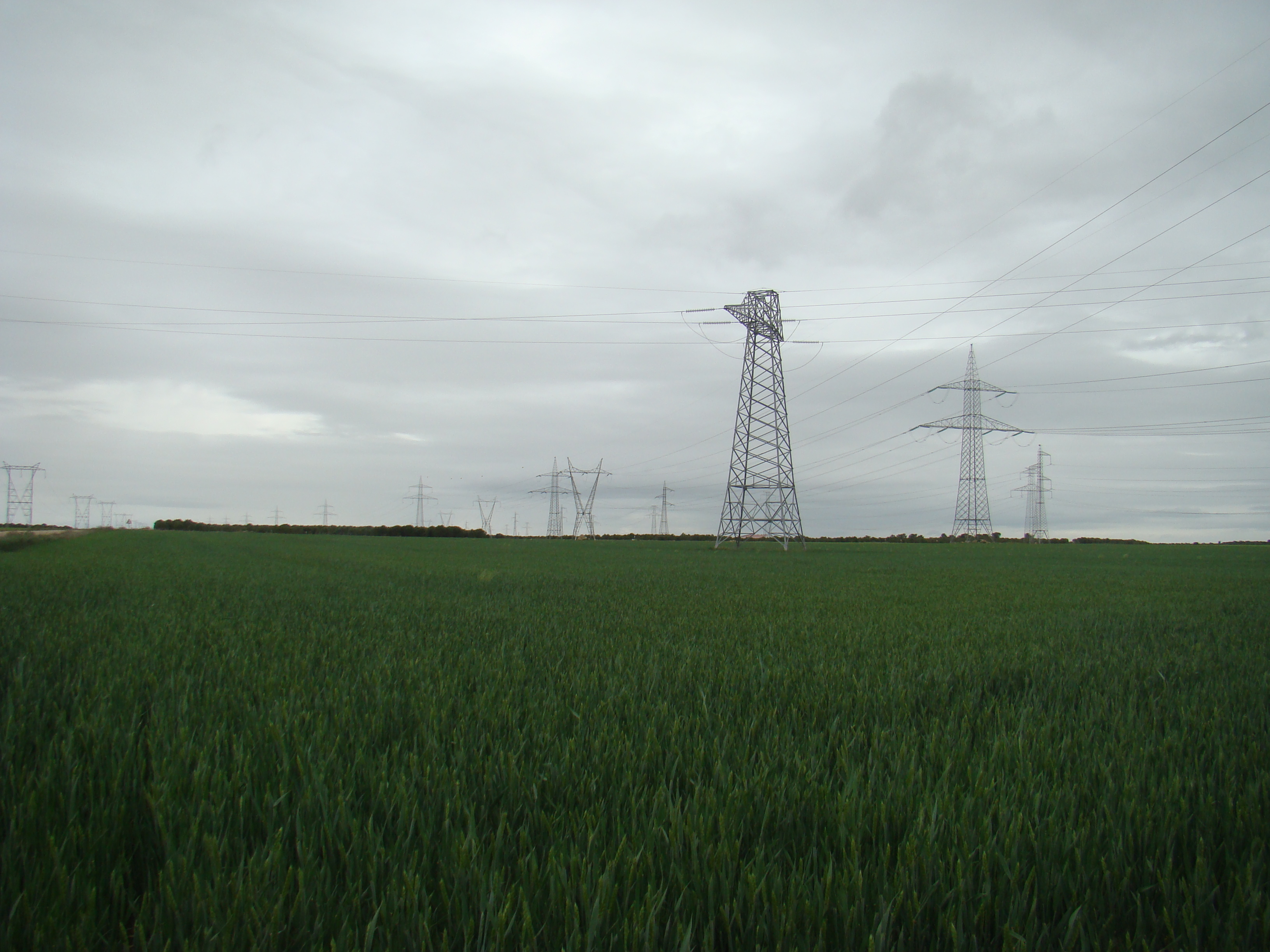
Postes eléctricos sobre campos de trigo

## Geografía humana

### Demografía
Cuenta con una población de 169 habitantes (INE 2024).
| Gráfica de evolución demográfica de La Mudarra entre 1842 y 2021                                                      |
| |
| Población de derecho según los censos de población del INE. Población de hecho según los censos de población del INE. |